# Theo Hooij
Theodorus Simon Johan (Theo) Hooij (Schoten (nu gem. Haarlem), 24 oktober 1904 - Ubbergen (Gld.), 25 juni 1973) was een Haarlemse wijnkoper en katholiek politicus.
Theo Hooij was een zoon van wijnhandelaar, wethouder van Schoten en Statenlid Theodorus George Christiaan Hooij en Wilhelmina Catharina van Lieshout. Hij volgde de middelbare handelsavondschool en was vanaf 1922 eigenaar van een wijnkoperij en distilleerderij in Haarlem. In 1929 trouwde hij te Velsen met Johanna Christina Maria Overzier, met wie hij twee zoons en vier dochters kreeg.
Vanaf 1939 was hij lid van de Haarlemse gemeenteraad, en na de oorlog werd hij ook partijpolitiek actief en zat hij in het partij- en dagelijks bestuur van de Katholieke Volkspartij. Rond Haarlem was hij ook actief bij het bondsleven, zo was hij voorzitter van de lokale katholieke middenstandscentrale, lid van de Kamer van Koophandel en Fabrieken maar ook lid van het landelijk hoofdbestuur van de Nederlandse Rooms-Katholieke Middenstandsbond.
Tussen 1946 en 1956 was Hooij namens de KVP lid van de Tweede Kamer der Staten-Generaal. Hij was woordvoerder middenstandszaken van de KVP-fractie, woordvoerder sociale zaken en defensie en voerde het woord bij enkele belastingwetten. Hij was voorzitter van de vaste Tweede Kamercommissie voor de Middenstand voor enkele maanden in 1952. Vanaf 1952 was hij daarnaast ook lid van de Sociaal-Economische Raad (later ook lid van het dagelijks bestuur) en de Stichting van de Arbeid.
In 1956 verruilde Hooij het Tweede Kamerlidmaatschap voor dat van de Eerste Kamer, omdat hij het voltijds Tweede Kamerlidmaatschap niet meer kon combineren met zijn maatschappelijke functies. Ook in de senaat hield hij zich vooral met de middenstand bezig. Hij zou lid blijven tot 1966.